# Josef Jan Maxmilián Kinský

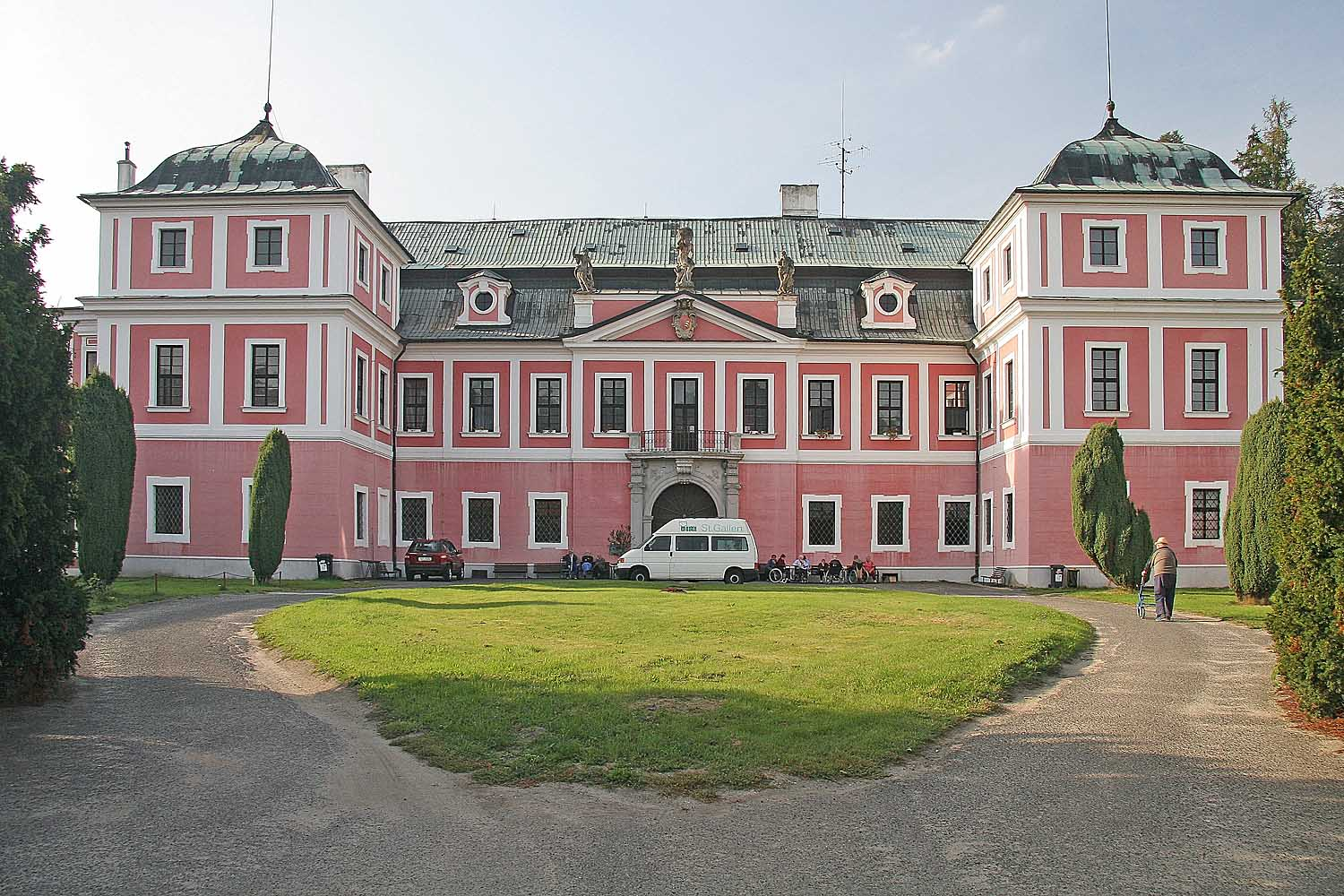
Zámek ve Sloupu postavený hrabětem Kinským

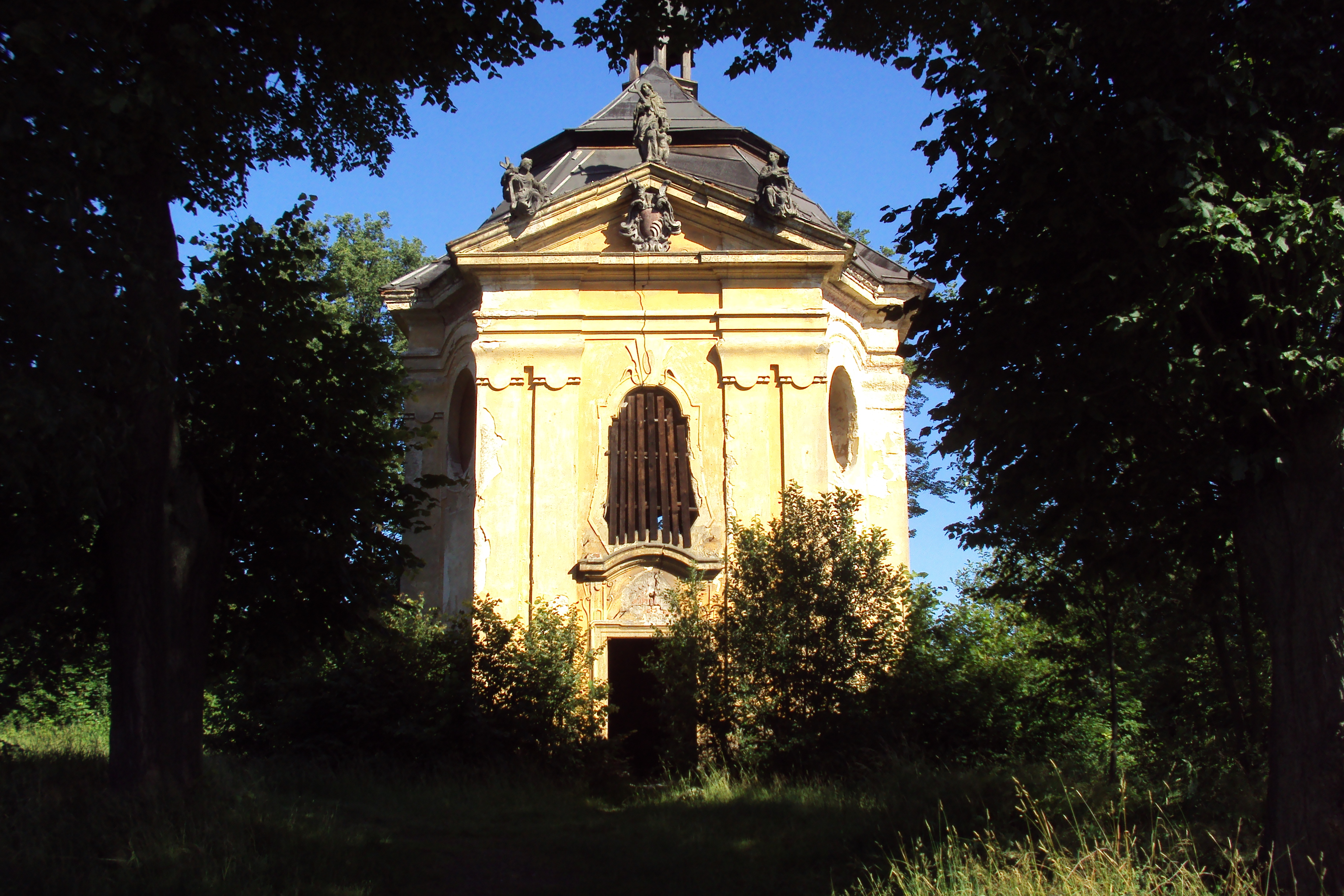
Kaple sv. Jana Nepomuckého ve Sloupu postavená hrabětem Kinským

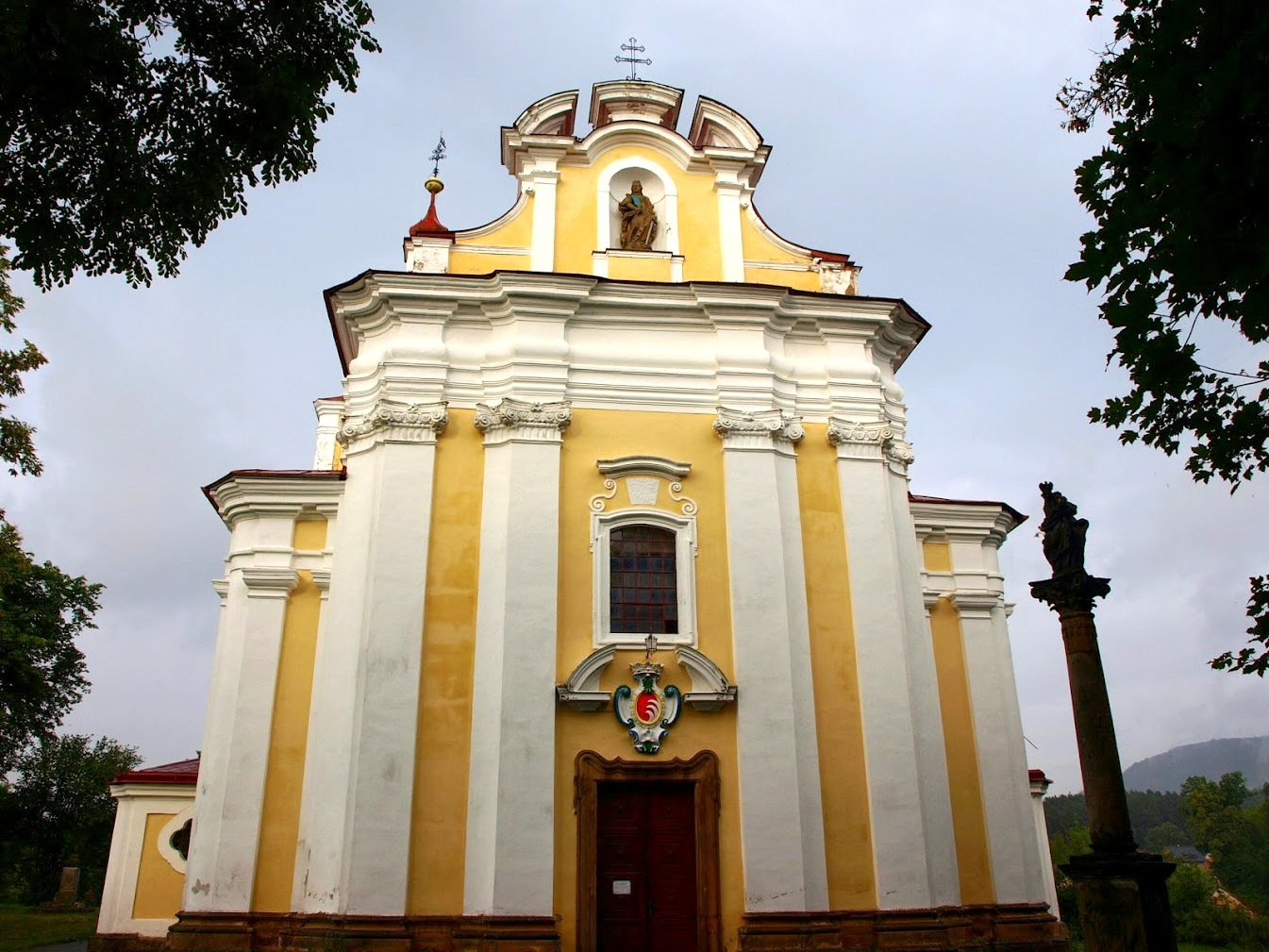
Kostel svaté Kateřiny Alexandrijské ve Sloupu, nad vstupem je hraběcí erb Kinských

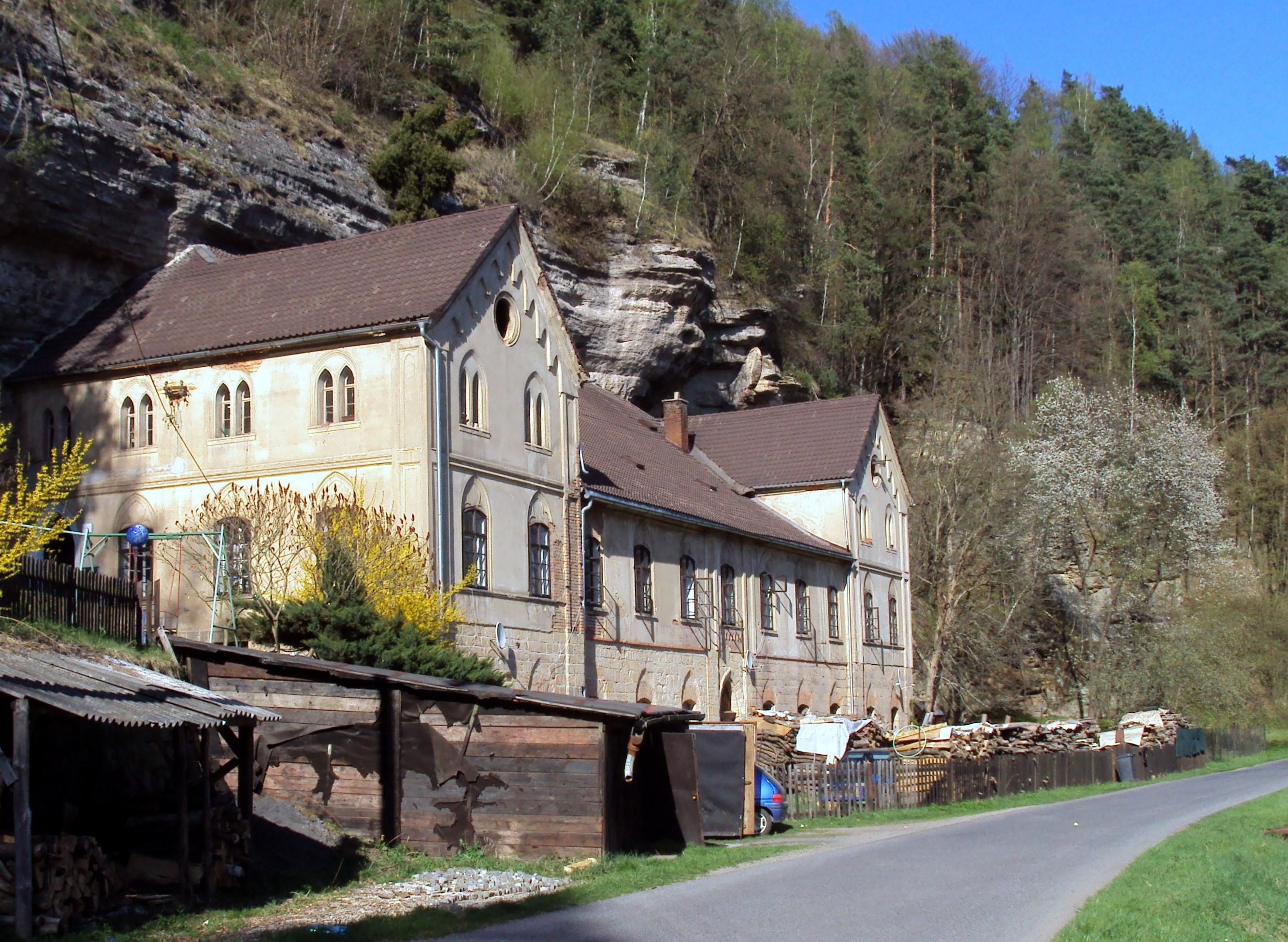
Zrcadlárna mezi Velenicemi a Svitavou na Českolipsku

Josef Jan Maxmilián Kinský (15. listopadu 1705 – 17. dubna 1780 v Praze), byl šlechtic z českého hraběcího rodu Kinských. Byl vychován ve Vídni a brzy se stal majitelem panství Sloup v Čechách po svém otci. Poté se stal významným průmyslníkem, obchodníkem i politikem. Na svém panství mj. zrušil robotu.

## Životopis
Po smrti bohatého Václava Norberta Kinského, nejvyššího kancléře, bylo roku 1719 testamentem určeno panství Sloup na Českolipsku jeho druhorozenému synu Josefovi Janu Maxmiliánovi. Tehdy mu bylo pouze čtrnáct let, a proto do doby nabytí zletilosti panství spravoval starší bratr Štěpán Vilém.
Josef Jan Maxmilián byl vychován u císařského dvora ve Vídni, kde získal obsáhlé vědomosti. Prosazoval pak nové osvícenecké národohospodářské nauky a merkantilismus.
Po převzetí sloupského panství s 20 obcemi (1726) začal roku 1730 stavět ve Sloupu nový zámek, protože někdejší (dnes již neexistující) Berkovský zámeček pod hradem mu nevyhovoval. Postavil v obci kapli sv. Jana Nepomuckého. Zrušil neefektivní hospodářské dvory na panství založené na nekvalitní robotní práci, nahradil je novými vesnicemi, pozemky rozparceloval na menší a ty pronajímal. Díky němu vznikly obce Svobodná Ves (původně Josefsdorf - dnes součást Skalice u České Lípy), Janov a nová část vesnice Pihel (obojí dnes náleží k Novému Boru), nechal zvětšit Radvanec a přistavět mu část Maxov. Na svém panství zrušil robotu.
Jako zdatný obchodník začal vykupovat plátno od vesnických tkalců a prodával jej do Rumburku tamní firmě Franclina Nurse. Nový Bor (tehdy jen Bor) nechal povýšit v roce 1757 na městečko, získal pro něj právo týdenních a čtyř ročních trhů. Nechal postavit v Polevsku dvě bělidla. V několika vesnicích založil přádelnické školy, z nichž první vznikla ve Skalici. Důvodem bylo získávání kvalifikovaných pracovníků pro manufaktury. Jemná plátna vyráběl na svém sloupském zámku. Ve Svojkově, v tamním hospodářském dvoře založil roku 1756 výrobnu voskového plátna a dokázal zajistit zákaz dovozu voskovaných pláten do Čech ze zahraničí, kam ho sám začal vyvážet. Ve Sloupu zřídil roku 1759 vlastní barvírnu, ze které později vznikla kartounka, nejstarší v Čechách. O rok později zřídil ve Sloupu textilní manufakturu, kde v roce 1761 zaměstnával 250 lidí, o tři roky později na výrobě barchetu pro něj pracovalo 400 pracovníků. V roce 1762 zřídil manufakturu na výrobu cvilinku.
Na své obchodování s plátnem navázal i obchodem se sklem, takže na povozy s plátnem přikládal bedny se sklem.
V roce 1756 se rozhodl postavit s pomocí odborníků z mnoha evropských zemí dvě výrobny zrcadel, v Lindavě (1756) a Velenicích (1760), ve Sloupu začal vyrábět fólie a roku 1761 požádal vládu o zákaz dovozu zrcadel z Norimberka. Byl schopen svými velkými zrcadly v přepychových rámech zásobovat nejen rakouské soustátí, ale i další státy Evropy. Ke svým zrcadlárnám přibudoval i manufakturu na výrobu perel. V roce 1754 zaměstnával ve svých podnicích přes 2500 osob. Začal investovat i do cizích podniků, vyvážet plátna do Španělska a Jižní Ameriky. Roční obrat jeho podnikání byl 100 000 zlatých.
Josef Jan Maxmilián Kinský zemřel v Praze 17. dubna 1780, svobodný a bez potomků. Rakev s jeho ostatky byla převezena do Sloupu, kde byla vystavena v kapli sv. Jana Nepomuckého. 19. dubna 1780 byla rakev v sarkofágu uložena ve sloupském farním kostele sv. Kateřiny Alexandrijské.

## Titulatura
Během svého života získal četné tituly. Byl členem řádu Maltézských rytířů, tajný rada a komorník c. a k. apoštolského veličenstva, nejvyšší lovčí Království českého. Byl korunovačním komisařem, a proto byl v roce 1743 přítomen u korunovace Marie Terezie českou královnou.